# Návštěva v Saint-Cyru
Návštěva v Saint-Cyru (v německém originále Ein Besuch in Saint-Cyr, též psáno Saint Cyr nebo St. Cyr) je komická opera (singspiel) o třech dějstvích pražského německého skladatele Josefa Dessauera na libreto dramatika Eduarda von Bauernfelda. Premiéru měla 6. května 1838 v saské Dvorní opeře v Drážďanech.

## Vznik a historie díla
Dessauerova první opera Lidwinna (Praha 1836), raně romantické dílo ve stylu C. M. von Webera s pochmurným dějem, byla velmi vlídně přijata kritikou, méně však u obecenstva. Další hudebně dramatické dílo napsal o dva roky později na zakázku saského dvorního divadla, a to ve zcela jiném duchu. Návštěva v Saint-Cyru je komická opera s mluvenými dialogy na libreto populárního autora veseloher Eduarda von Bauernfelda, ale namísto německého singspielu byla Dessauerovi vzorem soudobá francouzská opéra-comique, jež tvořila značnou část repertoáru i v pražském divadle.
Francouzský je i námět. Příběh opery se odehrává v posledním desetiletí 17. století a jeho dějištěm je – až na počátek I. dějství situovaný do Versailles – penzionát „Maison royale de Saint-Louis“ v Saint-Cyru, který na žádost Madame de Maintenon založil Ludvík XIV. roku 1686 pro dívky ze zchudlých šlechtických rodin. V té době byl ústav významným kulturním střediskem (pro jeho chovanky napsal některá díla Jean Racine). Roku 1692 byl přeměněn na klášter, i když hlavní úkol výchovy šlechtických dívek zůstal, a roku 1793 byl zrušen. Od doby Napoleona I. byl objekt bývalého kláštera sídlem elitní vojenské školy École spéciale militaire (v letech 1808-1940), od 2. světové války v něm sídlí Lycée militaire de Saint-Cyr.
Hudební zpracování sleduje styl D.-F.-E. Aubera, F. Hérolda nebo J.-F. Halévyho či A.-C. Adama. Klade na účinkující značné pěvecké nároky a současně vyžaduje přesvědčivý herecký projev, proto bylo obtížné nalézt vhodné obsazení. Podle Oscara Teubera má Dessauerova hudba „ducha a vkus“, Jitka Ludvová hovoří v této souvislosti o „řemeslně velmi dobrých dílech“.
Opera měla v Drážďanech poměrný úspěch a již 31. ledna 1839 měla premiéru rovněž v pražském Stavovském divadle. Ředitelství divadla ji uvedlo s nákladnou a většinou původní výpravou a Návštěva v Saint-Cyru měla u obecenstva značný ohlas. Konalo se asi devatenáct či dvacet představení, tj. na práci domácího autora vynikající úspěch. V témže roce byla uvedena i ve Vídni. V Praze byla opět nastudována o deset let později (premiéra 2. května 1849), což je pravděpodobně i dosud poslední uvedení. Jako typický produkt biedermeierovského hudebního vkusu nenacházela v době pozdního romantismu po roce 1848 obecenstvo.
Klavírní výtah opery byl vydán v Drážďanech již v roce 1838, v době premiéry opery, a libreto následně ve Vídni roku 1840 při příležitosti tamního nastudování. Některá hudební čísla byla vydána i samostatně.

## Osoby

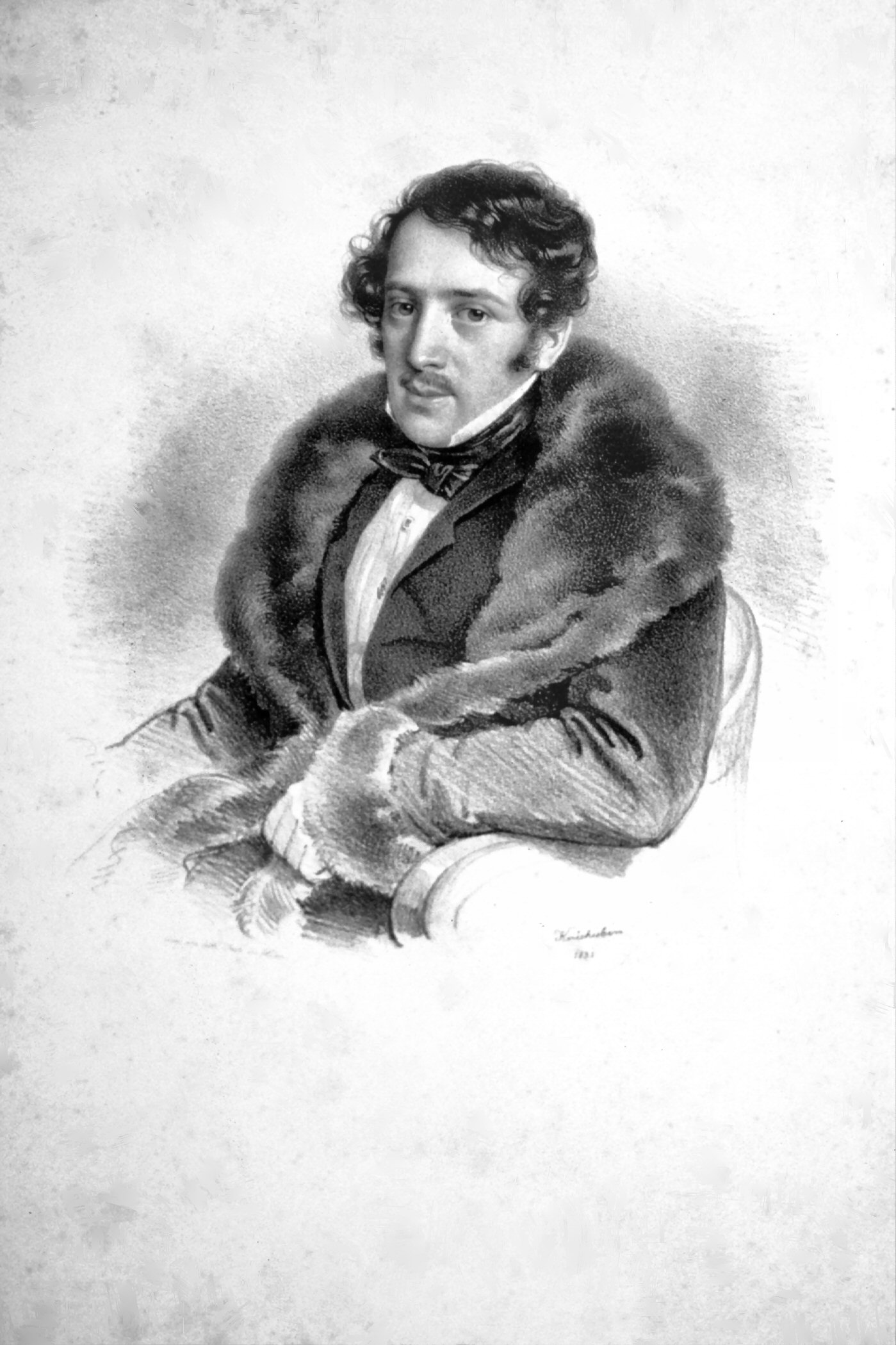
Josef Dessauer – litografie Josepha Kriehubera z r. 1831

| osoba                                                        | hlasový obor | obsazení první pražské inscenace (31. 1. 1839) | druhé pražské inscenace (2. 5. 1849) |
| ------------------------------------------------------------ | ------------ | ---------------------------------------------- | ------------------------------------ |
| Král (Ludvík XIV.)                                           | bas          | Karel Strakatý                                 | Karel Strakatý                       |
| Sir Edward Mortimer, z doprovodu krále Jakuba II. Anglického | tenor        | Eduard Kunz                                    | Knopp                                |
| Markýz Tarteron                                              | tenor        | Friedrich Demmer                               | Josef Emminger?                      |
| Madame Fenice, vychovatelka v Saint-Cyru                     | alt          | Gabriela Allram                                | Gabriela Allram                      |
| Adele, chovanka dívčího ústavu                               | soprán       | Henriette Großer                               | Henriette Großer                     |
| Elise, chovanka dívčího ústavu                               | soprán       | Kateřina Podhorská                             | Cecílie Soukupová                    |
| La Roche, zahradník                                          | bas          | Franz Brava                                    | Franz Brava                          |

## Děj opery
První scéna se odehrává ve Versailles, zbytek děje v Saint-Cyru.

### 1. dějství
(Sál ve Versailles) Děj se odehrává v oné době, když král Jakub II. nalézal rozptýlení a útěchu ve svém neštěstí při honosných slavnostech, které pro něj pořádal Ludvík XIV. Sympatie krále k sesazenému vladaři se rozšířila i na jeho dvůr, a tak byli i šlechtici, kteří Jakuba II. následovali do vyhnanství, přijímáni s nejpřátelštější vstřícností (sbor Wir bitten mit fröhlicher Weise). Jen Jakubova oblíbence, sira Edwarda Mortimera, se nedařilo rozptýlit přes veškerou snahu jeho bonvivánského přítele markýze Tarterona, neboť k jeho stesku po vlasti se přidružoval ještě cit lásky (romance In Euren Kreis' vergess' ich meiner Leiden). Mortimer totiž v penzionátu Saint-Cyr, fungujícího pod patronátem Madame de Maintenon, zahlédl Adélu, jednu z láskyhodných chovanek ústavu, a na první pohled se do ní zamiloval. Kontakt s přísně střeženými slečnami je obtížný, ale na pomoc přijde šťastná náhoda. Ludvík totiž hodlá pro svého královského přítele a chráněnce uspořádat slavnost, na které mají krásné chovanky ze Saint-Cyru předvést alegorickou hru se zpěvem, a pozval těžkomyslného Mortimera a markýze Tarterona s ostatními rytíři přidělenými ke dvoru krále Jakuba na zkoušku této hry. Markýz povzbuzuje Mortimera, aby nevěšel hlavu. Král totiž každý rok zajišťuje dvěma z chovanek ústavu bohaté věno a na Mortimera se může usmát štěstí. Ostatně i markýz, který rozmařile rozházel svůj majetek, by rád při této příležitosti naše partii.
(Proměna – Pokoj v Saint-Cyru) I na Adélu zanechal zjev cizího rytíře hluboký dojem. V připravovaném kuse má představovat „Mír“ a její přítelkyně Elise „Žert“. Adéla je tak roztěkaná, že je jí zatěžko naučit se nazpaměť roličku bohyně Míru (recitativ a árie „Ich bin der Frieden“… Weiß ich selber, wie's gekommen?). Veselá Elise hned uhodla důvod její nesoustředěnosti, ale dosud neví, do koho je Adéla zamilována, a Adéla to hovorné společnici prozradit nehodlá (duet Laß mich wissen, was dir fehlet). Zahradník La Roche přináší od krejčího ozdob a kostýmy na slavnost a je ihned obležen dívkami (árie se sborem Neue Kleider schickt der Schneider). Kázeň umí zjednat jen madame Fenice, ale když děvčatům oznámí, že dnešní zkoušce bude svědkem sám král, vypukne chaos nanovo.
(Proměna – Vyzdobený sál) Král a pozvaní rytíři dorazili do Saint-Cyru. Zkouška začíná. Mortimer zaujme místo, jakožto zástupce svého panovníka pro tuto příležitost, po boku krále Ludvíka a odváží se v okamžiku, kdy mu předávají Adéla palmovou ratolest míru a Elise v masce žertu pestrý věnec, podstrčit krásné, byť v textu nejisté bohyni Míru milostný vzkaz. To zahlédne nejen Elise, ale též přísná představená ústavu Madame Fenice. Zato markýz Terteron nemůže spustit z očí Elise (finále: sbor Lasset mit Blumen und duftigen Kränzen, recitativ krále Nach einem Tag, voll Arbeit und voll Sorgen, alegorická scéna Wir wandeln Hand in Hand a závěrečný sbor Jubel und Freude soll uns erquicken).

### 2. dějství

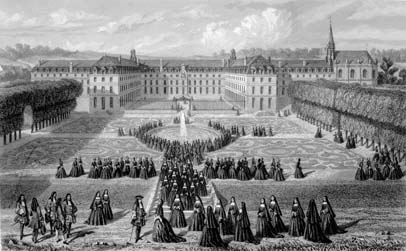
Ústav Saint-Cyr a žačky Maison Royale de Saint-Louis, rytina z doby kolem roku 1690, autor neznámý.

(Pokoj jako v 1. dějství) Chovanky pod dohledem madame Fenice muzicírují (introdukce pro klavír a harfu a sbor Brava, brava, sehr gelungen!). Madame využije příležitosti k tomu, aby Adéle náležitě vyčinila. Naléhá na to, aby jí byl předaný lístek předložen; ukáže se, že obsahuje Mortimerovo vyznání a nabídku k sňatku, ale nikoli jméno adresátky. Naštěstí je zde duchapřítomná Elise. Vezme na sebe vinu poté, co během učitelčina kázání na dotyčný lístek napsala na ramenou vyděšené Adély improvizovanou odpověď. Ta obsahuje spoustu lichotek na adresu madame Fenice a oklamaná madame je potěšena předstíraně upřímným doznáním rozpustilé Elise. Avšak aby zachránila dekorum a dobré mravy, trvá na okamžitém zasnoubení Elise s Mortimerem (tercet Ja, Ihr offenes Betragen… Welche Bescheidenheit!). Adéla je zmatena, Elise si však z ní tropí legraci.
(Proměna – Galerie) Mortimer netrpělivě očekává odpověď Adély (romance Mir schwebt ein holdes Bild). Markýz se s ním dá do rozverného rozhovoru, v němž oproti Mortimerovu romantickému opěvování životní lásky chválí přelétavé milostné příhody (duet Könnt' ich das Liebeln, das Liebeln nur lassen). Jejich rozhovor přeruší průvod všech chovanek penzionátu i hostů na dnešní slavnosti (sbor Wir eilen, munt're Gäste). Markýz opět spatřil Elise a je nucen si přiznat, že jeho lehkomyslné pohrdání opravdovou láskou před chvílí byla jen póza (recitativ a árie Verliebt? Verliebt... Wir bestimmen und beschließen).
(Proměna – Předsálí koncertní místnosti) Elise zastaví Mortimera a zkoprnělému šlechtici vysvětluje, že se s ní musí oženit. Markýz Torteron k této scéně přihlíží s nepochopením a rozhořčením (tercet Hülfe wollen Sie gewähren) a sám přivolá madame Fenice, která je tak brzkým osobním kontaktem Elise a Mortimera pohoršena. Když se dostaví král, vysvětluje mu madame situaci podle svých znalostí a král Ludvík shledává učitelčiny důvody natolik závažnými, že svoluje a spojuje ruce domnělého zamilovaného páru. Adéla a Mortimer tiše bědují, markýz se stále zlobí na Elise a i pro Elise se situace stává trapnou (finále Glauben Sie mir… Welcher Lärmen, welch Gebraus?… Erloschen ist mein Lebensstern).

### 3. dějství
(Zahrada se dvěma pavilony s nápisy „Slušné chování“ a „Dobrý mrav“) Pod vedením La Roche zdobí zahradníci místo v zahradě, které král za svých návštěv zvlášť rád navštěvuje (sbor Reihet die Blumen zum schönen Kranz). Setkávají se zde Adéla i Mortimer, oba v největších rozpacích. Adéla žárlí na Elise a markýz na Mortimera. Citová stránka se naštěstí brzy vyjasní (duet Selige Stunde! Himmliche Kunde), horší je to s právním závazkem. Veselá Elise si ale ví rady a neztrácí kuráž. Má už svůj plán nejen jak spojit znovu Adélu a Mortimera, ale i jak se sama dostat pod čepec (árie Habe mein Mündchen an rechter Stelle). Svůj důvtip i temperament může prokázat i v rozhovoru se zamilovaným Torteronem (duet Glauben Sie, in ganz Europa). K vyřešení situace navrhne napsat dvě supliky pro krále, které zainteresované páry sepisují každý v jednou m obou pavilonů. Madame Fenice přivádí několik vestálských panen (asi desetiletá děvčata) s hořícími oltáři, aby zkoušely jednu ze scén alegorické hry, a je polekána ani ne tak přítomností krále jako tím, co se objeví v obou pavilonech. Padá do mdlob, má ale dosti odvahy a síly na to, aby oba milence, kteří se chtěli vytratit, nechala předvést před krále (sextet Begreif' ich dieses Treiben?). Král Ludvík mezitím odpustil krásným suplikantkám, již nenaléhá na spojení Mortimera a Elise, naopak vyjde přáním milenců vstříc ve formě žertovného trestu. Mortimer byl totiž mezitím povolán zpět do vlasti, a proto král jej i jeho milovanou Adélu, která svého rytíře následuje, vypovídá do Anglie. Markýze a Elise zato posílá do Touraine, kde krásné chovance a zadluženému Tarteronovi zakoupil panství a nyní jim ho předává jako svatební dar (finále Geschlosen ist der Bund fürs ganze Leben… Seliger Schauer strömt durch die Brust).